# Maruja Lozano
María Teresa Lozano Soto (Valencia, 4 de octubre de 1935-Torremolinos, 4 de octubre de 2022), conocida artísticamente como Maruja Lozano, fue una cantante de copla y bolero española.

## Biografía
María Teresa Lozano Soto más conocida como Maruja Lozano, nació en el Barrio de Ruzafa de Valencia, el 4 de octubre de 1935. 
Contrajo matrimonio con el guitarrista Baldomero García Escobar, hermano del cantante Manolo Escobar, con el que tuvo dos hijos, la periodista Ana García Lozano y Javier.
Como cantante grabó su primer disco con la compañía discográfica Belter en 1961. Al año siguiente grabó la popular canción "La luna y el Toro", siendo la primera persona que la interpreta. Sus canciones más populares fueron "La Luna y el toro", "No te vayas de Navarra", "Calle Elvira", "Romance de Valentía", "Maldita bajada", "Luna de España", "Confesaré", "Campanero jerezano", etc. Sus últimas grabaciones fueron en los años 80, tras las cuales se retira.
El 4 de octubre de 2022 falleció en su residencia de La Nogalera en Torremolinos.
Dos días antes de su fallecimiento, el programa "Soy lo prohibido", presentado por Pilar Boyero en Canal Extremadura Radio, le dedicó un programa especial como homenaje a su trayectoria artística.